# Benjamin Britten
Benjamin Britten (22. listopadu 1913, Lowestoft – 4. prosince 1976, Aldeburgh) byl britský skladatel, dirigent a klavírista, klasik hudby 20. století.

## Život
Studoval na Gresham's School a Royal College of Music. Jeho kompoziční styl byl ovlivněn staroanglickou tvorbou Thomase Weelkese a Henryho Purcella. Byl rovněž inspirován anglickým folklórem, který je však v jeho skladbách přítomen ve velmi stylizované podobě a italskou operou 19. století, především díly Gioacchina Rossiniho.
Pro jeho práci je typická spontánnost a invenčnost, připomínající kompoziční lehkost Mozarta či Schuberta. Britten neužíval nové racionální a uměle konstruované skladatelsko-technologické principy. Proto má jeho hudba blíže spíše ke Stravinského neoklasicismu než třeba k Schönbergovi a jeho dodekafonické škole.
Skladatelova tvorba a formální rozpětí jsou rozsáhlé, zahrnuje celkem dvanáct oper, balety i orchestrální a vokálně-instrumentální díla stejně jako skladby komorní pro nejrůznější obsazení. Ještě za svého života získal řadu prestižních ocenění.

## Nejvýznamnější díla
- 1934 Simple Symphony
- 1937 Variations on a Theme of Frank Bridge for String orchestra
- 1942 Ceremony of Carols
- 1946 Průvodce mladého člověka orchestrem (A Young Person's Guide to the Orchestra)
- 1958 Nocturne
- 1959 Missa brevis in D
- 1961 Válečné rekviem (War Requiem)
- 1963 Cantata Misericordium
- 1963 Symphony for Cello and Orchestra

### Opery
- 1941 Paul Bunyan, Op. 17.
- 1945 Peter Grimes, Op. 33.
- 1946 Zneuctění Lukrécie (The Rape of Lucretia), Op. 37.
- 1947 Albert Herring, Op. 39.
- 1949 Kominíček (The Little Sweep), Op. 45.
- 1951 Billy Budd, Op. 50
- 1953 Gloriana, Op. 53, opera byla složena ke korunovaci královny Alžběty II.
- 1954 Utahování šroubu/Padlí andělé (The Turn of the Screw), Op.54
- 1958 Noemova potopa (Noye's Fludde), Op. 59.
- 1960 Sen noci svatojánské (A Midsummer Night's Dream), Op. 64.
- 1964 Curlew River / Řeka Sumida, Op. 71
- 1971 Owen Wingrave, Op. 85,[1]
- 1973 Smrt v Benátkách (Death in Venice), Op. 88.